# Zyklon Batsirai
Der Zyklon Batsirai (amtlich Intense Tropical Cyclone Batsirai) war ein tropischer Wirbelsturm, der Anfang Februar 2022 vor allem auf Madagaskar zu schweren Schäden und Todesopfern führte. Er war seit Zyklon Enawo im März 2017 der stärkste tropische Wirbelsturm der Madagaskar traf.

## Name
„Batsirai“ ist ein geschlechtsneutraler Vorname aus Zimbabwe, der für die alphabetische Liste durch das South-West Indian Ocean Tropical Cyclone Committee ausgewählt wurde. Im Südwesten des Indischen Ozeans erhalten tropische Tiefdruckgebiete Namen, wenn sie das Stadium eines Mäßigen tropischen Sturms erreichen, welches durchschnittlichen Windgeschwindigkeiten von mehr als 33 Knoten über 10 Minuten entspricht. Zyklon Batsirai war der zweite benannte Sturm der Zyklonsaison im Südwestindik 2021–2022 nach dem Tropischen Sturm Ana etwa zwei Wochen zuvor.

## Sturmverlauf

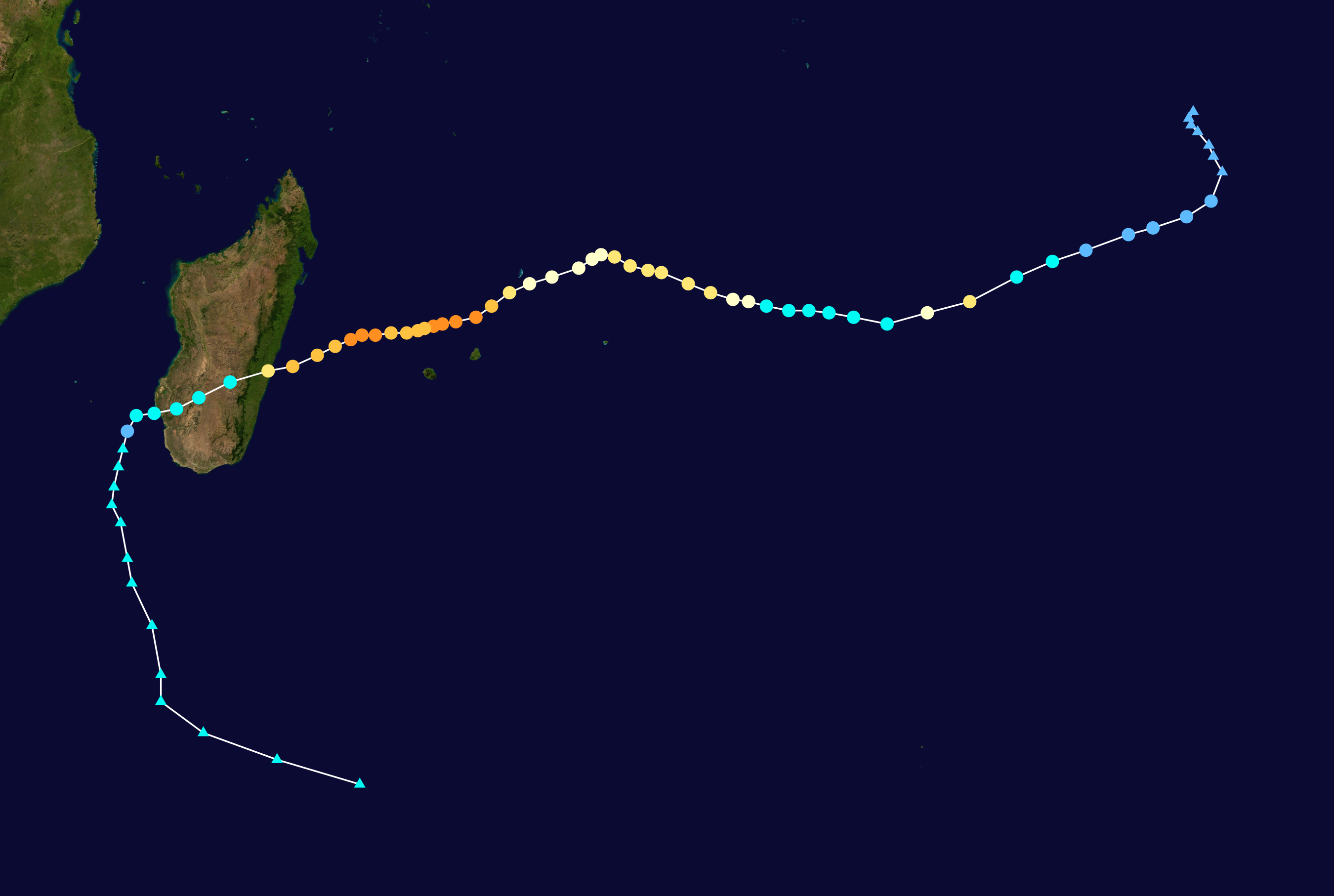
Zugbahn von Zyklon Batsirai mit Kategorisierung nach Saffir-Simpson-Hurrikan-Windskala
Tropisches Tief
Tropischer Sturm
Kategorie 1
Kategorie 2
Kategorie 3
Kategorie 4

Der Zyklon Batsirai entstand Ende Januar nordöstlich Madagaskars und zog zunächst mit ca. 19 Kilometern pro Stunde nach West/West-Südwest, wobei er zwischen 2. und 3. Februar 2022 die Vulkaninseln Mauritius und Réunion nördlich passierte. Nach einer kurzen Schwächephase verstärkte sich Batsirai von Kategorie 2 auf Kategorie 4 der Saffir-Simpson-Hurrikan-Windskala. Batsirai befand sich am 4. Februar 2022 mehr als 285 Kilometer nordwestlich von Réunion und bewegte sich mit einer Geschwindigkeit von 11 Kilometern pro Stunde auf Madagaskar zu, wo er am 5. Februar 2022 gegen 20 Uhr Ortszeit mit einer durchschnittlichen Windgeschwindigkeit von 165 Kilometer pro Stunde und Windböen von bis zu 230 Kilometer pro Stunde 14 Kilometer nördlich der Stadt Mananjary auf Land traf. Danach schwächte Zyklon Batsirai sich ab, bevor er sich westwärts auf die Straße von Mosambik hinaus bewegte.

## Ausgangslage und Vorbereitungen
Madagaskar wird jährlich von tropischen Wirbelstürmen getroffen. Zyklone wie Batsirai der Kategorie 4 treten dabei etwa alle drei Jahre auf. In den letzten Jahren ist das Schadenspotenzial jedoch aufgrund der erheblichen Entwaldung in Madagaskar angestiegen, da das Land zwischen 2002 und 2020 etwa 19 Prozent seiner Primärwälder verlor. Die bei Zyklonen auftretenden großen Niederschlagsmengen fließen schneller von entwaldeten Bergen ab, erreichen höhere Wasserstände und verursachen größere Schäden. Seit Mitte 2019 herrscht auf Madagaskar zudem eine extreme Dürre, da in den Regensaisons 2019/2020 und 2020/2021 nur etwa 60 Prozent der normalen Niederschlagsmengen fielen. Der Südwesten des Landes ist davon am stärksten betroffen.
Einige Tage vor der Ankunft von Zyklon Batsirai wurden auf Madagaskar Vorbereitungen getroffen. In die Distrikte Ampasimanolotra, Manakara und Morondava wurden bereits vorab Such- und Rettungsteams gesendet. Die Katastrophenschutzbehörde der Regierung (BNGRC) nahm zudem mit UNOSAT Kontakt auf, um Unterstützung mit Satellitenbildern anzufordern. Zusätzlich wurden Flugzeuge für die Luftaufklärung in Bereitschaft gestellt. Das START-Netzwerk stellte 567.500 US-Dollar (419.046 GBP) bereit, um im Rahmen seines Anticipatory Action-Projekts Unterstützung durch Bargeldtransfers zu leisten. Die Regierung begann mit Evakuierungen in Mahanoro und Nosy Varika. Schulen wurden geschlossen und die für den  4. und 5. Februar 2022 geplanten Flüge gestrichen. Die Nationalstraßen RN2 und RN12 wurden ebenfalls gesperrt. Etwa 39 Distrikte waren in „roter Alarmbereitschaft“ (drohende Gefahr), während 42 in „gelber Alarmbereitschaft“ (Gefahrmeldung) und 7 in „grüner Alarmbereitschaft“ (Warnung) waren.
Am 4. Februar 2022 aktivierte das BNGRC das nationale Notfalleinsatzzentrum (CERVO) und an den fünf Standorten Mahanoro, Mananjary, Manakara, Atsinanana und Atsimo-Atsinanana wurden lokale Einsatzzentren eingerichtet, um schnell Hilfe leisten zu können.

## Opfer und Schäden

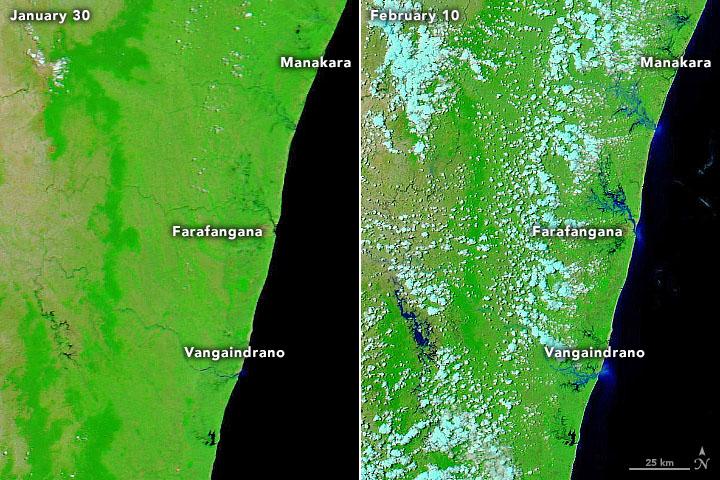
Falschfarben-MODIS-Satellitenbild der Überschwemmungen (NASA).
links: 30. Januar 2022
rechts:10. Februar 2022

Nach Angaben des UN-Nothilfebüros (OCHA) kam in Mauritius mindestens ein Mensch ums Leben. Zahlreiche Haushalte waren ohne Strom. In Madagaskar starben nach Informationen von der Katastrophenschutzbehörde der Regierung mindestens zehn Menschen. Etwa 43.236 Menschen wurden an 180 Orten vertrieben und mindestens 211 Schulen waren ebenfalls betroffen. Der tropische Wirbelsturm hatte erhebliche Schäden an der Verkehrsinfrastruktur verursacht, sodass in einigen der am stärksten betroffenen Gebieten der Straßenverkehr unpassierbar wurde. Nach Informationen von BNGRC wurden mindestens 19 Straßen und 17 Brücken unterbrochen, wodurch einige vom tropischen Wirbelsturm verwüstete Städte wie Manankara nicht erreichbar waren.
Nach Informationen vom 7. Februar 2022 starben mindestens 21 Menschen und etwa 62.000 Menschen wurden an 154 Orten vertrieben. In Fitovinany wurden 31.988 und in den Distrikten Ikongo, Mananjary und  Manakara befinden und Atsinanana 15.482 Menschen vertriebenen. Es konnten 9.000 Kinder nicht mehr zur Schule, von den 500 Klassenzimmern waren, 69 vollständig, 439 teilweise zerstört. Nach Informationen von BNGRC wurden mindestens 17 Straßen und 17 Brücken zerstört. Am 7. Februar 2022 gab es einen UNHAS-Flug für eine Begutachtung aus der Luft. Dabei konzentrierte man sich auf Hauptschäden der Stadt Mananjary an der Ostküste. In der Region Fitovinany, die am stärksten getroffen wurde, gab es Überschwemmungen mit mehreren überfluteten Reisfeldern in Vohipeno, Vangaindrano und Manakara sowie einigen Häusern in der Nähe von Flüssen in Vohipeno und Farafangana. Diese Erkenntnisse stimmten mit den Satellitenbildern überein, die von UNOSAT analysiert wurden.
Nach fast einer Woche nach dem tropischen Wirbelsturm waren laut den Informationen von BNGRC mindestens 92 Menschen Todesfälle bekannt, mehr als 112.100 Menschen wurden von der Katastrophe betroffen und davon fast 1.500 Menschen vertrieben. Laut der Organisation Save the Children waren mindestens fünf Kinder unter 12 Jahren unter den Toten. Mehr als 17.100 Häuser wurden zerstört davon sind 7.488 beschädigt, 2.714 oder überflutet 6.978, von mehr als 2.000 Klassenzimmer wurden 885 beschädigt, 1.203 zerstört und 59 Gesundheitszentren wurden 53 beschädigt und 6 zerstört. Wegen Schäden blieben mehrere Straßen wie auch die Nationalstraße RN7 in Mananjary gesperrt.
Nach über einer Woche nach dem Sturm stieg die Zahl der Todesopfer auf mindestens 121 Menschen an und davon starben Berichten zufolge 87 Menschen nach Erdrutschen im Bergbezirk Ikongo. Laut Informationen von BNGRC sind mehr als 29.000 Menschen an 79 verschiedenen Orten vertrieben worden und fast 19.000 Häuser, davon wurden 8.364 zerstört, 7.098 überflutet und 3.236 beschädigt. 133.600 Kinder konnten nicht zur Schule gehen, denn mehr als 4.500 Klassenzimmer, davon 2.562 zerstört, 1.085 Dächer weggeweht und 901 teilweise beschädigt. Etwa 69 Gesundheitseinrichtungen waren nicht benutzbar sowie das Bezirkskrankenhaus in Mananjary. Alle Bundesstraßen sind für Fahrzeuge bis 15 Tonnen geöffnet. In den Regionen Vatovavy und Fitovinany waren nach wie vor nicht über Straßen erreichbar und die betroffenen Gebiete waren von der außen Welt abgeschnitten. In den Distrikt Ikongo in der Region Fitovinany wo verheerende Erdrutsche die Zahl der Todesopfer, Schäden und Zerstörungen waren erheblich höher und in den Distrikt Vohipeno in derselben Region, wo UNOSAT -Analysen erhebliche Überschwemmungen ergaben.

## Hilfen
Nach dem tropischen Wirbelsturm leitete die Regierung Such-, Rettungs- und Evakuierungsbemühungen ein, darunter eine Notfallevakuierung in Lokomby und Ivatana im Distrikt Manakara am 6. Februar 2022 und eine Hubschrauberrettung in Ivohibe in der Region Ihorombe. Am 7. Februar 2022 startete ein UNHAS-Flug, um aus der Luft die Schäden abzuschätzen. Außerdem wurden in den darauffolgenden Tagen Bedarfsanalysen durch Teams vor Ort gemacht, die einen umfassenderen Überblick über die Situation gaben und dazu beitrugen, die Reaktionsprioritäten festzulegen. Die Regierung stellte Geldmittel für vom Zyklon betroffene Haushalte bereit, während humanitäre NGOs verstärkende Notfallteams einsetzten. Das Welternährungsprogramm der Vereinten Nationen (WFP) hatte in Abstimmung mit der Regierungsbehörden begonnen, warme Mahlzeiten an 4.000 evakuierte und vertriebene Menschen in Notunterkünften zu verteilen. Der Schutzpartner UNICEF und DRPPSPF stellten Kits zur Einrichtung kinderfreundlicher Räume in den Regionen Analamanga, Anosy und Analanjirofo zur Verfügung und schulten Sozialarbeiter in geschlechtsspezifischer Gewalt (GBV) und der Prävention von sexueller Ausbeutung und sexuellem Missbrauch (PSEA) in den Regionen Analamanga, Analanjirofo, Atsinanana, Vatovavy, Fitovinany und Anosy. Psychologische Erste Hilfe leisteten die Bevölkerungsfonds der Vereinten Nationen (UNFPA) und seine Partner MPPSPF, CECJ und das Gesundheitsministerium in Manakara, Fianarantsoa, Vangaindrano, Mahabako und Tolagnaro und verteilten Kits an Frauen und Mädchen, die geschlechtsspezifische Gewalt überlebt haben in den Regionen Vatovavy, Fitovinany, Atsimo-Andrefana, Anosy, Androy und boten medizinische Versorgung.
Ein Expertenteam aus der Schweiz flog am Sonntag, dem 6. Februar 2022 ab, um vor Ort die Hilfsaktion der NGO Medair zu unterstützen. Zudem wurde die Lieferung von zwei Tonnen Hilfsgütern angekündigt, bestehend aus Anlagen für die Analyse, Desinfektion und Verteilung von Trinkwasser. Das Eidgenössische Departement für auswärtige Angelegenheiten stellte zudem 300.000 Franken zur Unterstützung der Nothilfe bereit.
In den städtischen Gebieten in den Distrikten Mahanoro, Mananjary und Manakara verteilte der humanitäre Partner warme Mahlzeiten und das WFP schickte Lebensmittel für 6.000 Menschen nach Farafangana und Vangaindrano. Um die Reparaturen an den Häusern in der Region Matsiatra Ambony zu erleichtern, verschickte die Regierung 6.000 Bleche. CARE International und das Rote Kreuz stellen Unterkünfte und Hilfsgüter zur Verfügung.
Die Regierung begann Hilfsmaßnahmen, über ihre nationale Katastrophenschutzbehörde Straßen zu reparieren und umgestürzte Bäume zu entfernen. Ebenfalls wurden sieben Boote zur Verfügung gestellt, um Menschen in den von Überschwemmungen betroffenen Gebieten Mananjary, Vohipeno und Farafangana zu transportieren. Es trafen Notfallteams ein, um Vorort zu helfen. Die Weltgesundheitsorganisation (WHO), UNICEF und Humanity and Inclusion (HI) schickten wichtige Medikamente, behördenübergreifende Notfall-Gesundheitskits (IEHK) und Erste-Hilfe-Kits, Moskitonetze zur Behandlung und Vorbeugung von Malaria sowie Materialien zur COVID-19-Vorbeugung in die von Zyklon Batsirai betroffenen Gebiete und richteten an den Notunterkünften für Vertriebene medizinische Notfallposten ein. In den Unterkünften wurden 308 Konsultationen im Zeitraum vom 4. bis 7. Februar 2022 durchgeführt.
Die Internationale Föderation der Rotkreuz- und Rothalbmond-Gesellschaften (IFRC) unterstützte die Aktivitäten des Madagassische Rote Kreuz (CRM) und aktivierte das Französische Rote Kreuz sein Nothilfesystem von Réunion aus über seinen Regional Ocean Intervention Platform Indian (PIROI). PIROI setzte 87 Tonnen humanitäres Material aus seinen Lagern in Madagaskar (Antananarivo und Tamatave) und Réunion in die betroffenen Gebiete ein, die diese Sachen besonders benötigten und darunter waren Werkzeuge für den Wiederaufbau der Häuser, Hygiene- und Hygiene-Kits (Seife, Eimer, Kanister usw.) und Grundbedarf. Noch mehr humanitäres Material wurden am 10. Februar 2022 in Réunion in ein vom Französischen Roten Kreuz gechartertes Air Austral-Flugzeug geladen, das flog einen Tag später nach Madagaskar ab. Außerdem setzte das Französische Rote Kreuz zur Unterstützung der IFRC spezialisierte Notfallteammitglieder, Logistiker und die verantwortlich für den Betrieb waren ein.
Die Katastrophenschutzbehörde der Regierung plante die Einsätze für die Teams vor Ort, um die Strom- und Wasserversorgung wiederherzustellen. Japan schicke 1.140 Decken, 100 Planen und 280 Zelte. In der Woche vom 7. bis 13. Februar 2022 sammelte die BNGRC Sachspenden und verteilte Lebensmittel und andere Hilfsgüter, darunter über 244 Tonnen Reis. Das Militär warf die Hilfsgüter in den am stärksten abgeschnittenen Gebieten Ikongo und Vohipeno aus der Luft ab. Das Welternährungsprogramm begann damit, bedingungslose Bargeldtransfers über Mobile Money zu verteilen, um Familien die besonders vom tropischen Wirbelsturm betroffen wurden zu unterstützen. Zusätzlich boten die humanitären Partner Action Contre la Faim und World Central Kitchen Cash-for-Work-Aktivitäten, Nahrungsmittelhilfe und warme Mahlzeiten an, beginnend in den Distrikten Mahanoro, Manakara und Mananjary. Die Welthungerhilfe plant Stand 14. Februar, 1.400 Haushalte mit Cash-for-Work in Farafangana und Vangaindrano zu erreichen.